# Dyscia signata
Dyscia signata là một loài bướm đêm trong họ Geometridae.